# Таннехилл, Райан
Райан Тимоти Таннехилл (англ. Ryan Timothy Tannehill; 27 июля 1988, Биг-Спринг, Техас) — профессиональный американский футболист, квотербек клубв НФЛ «Теннесси Тайтенс». С 2012 по 2018 год играл в составе клуба «Майами Долфинс». Участник Пробоула в сезоне 2019 года. Обладатель награды «Возвращение года».
На студенческом уровне играл за команду Техасского университета A&M. На драфте НФЛ 2012 года был выбран в первом раунде под общим восьмым номером.

## Биография
Райан Таннехилл родился 27 июля 1988 года в городе Биг-Спрингс в Техасе. Там же окончил старшую школу. В составе школьной футбольной команды он играл на позициях квотербека, раннинбека и ди-бэка. В выпускной год он набрал 1258 ярдов пасом и 617 ярдов выносом, выведя команду в плей-офф. На момент окончания школы Таннехилл входил в число ста лучших молодых игроков Техаса.

### Любительская карьера
В 2007 году Таннехилл поступил в Техасский университет A&M. Первый сезон в команде он провёл в статусе освобождённого игрока, работая только на тренировках. Перед стартом турнира NCAA 2008 года боролся за место стартового квотербека, но был переведён на позицию принимающего. Он сыграл в одиннадцати матчах и набрал 844 ярда с пятью тачдаунами, установив рекорды университета для новичков по количеству приёмов и ярдов. По итогам года Таннехилл был признан самым ценным игроком нападения «Техас A&M».
В сезоне 2009 года он сыграл в тринадцати матчах на месте принимающего, в трёх играх выходил на поле квотербеком. По ходу турнира 2010 года Таннехилл стал стартовым квотербеком команды. На этой позиции он провёл шесть матчей во второй половине сезона, набрав 1638 ярдов с 13 тачдаунами и установив новый рекорд университета по точности передач.
В мае 2011 года Таннехилл получил диплом бакалавра в области биологии. В том же году он провёл последний сезон студенческой карьеры, ставший единственным полным на позиции квотербека. В тринадцати матчах турнира он набрал 3744 ярда, сделал 29 тачдаунов при 15 перехватах. За год его оценка сильно выросла. В апреле 2012 года Таннехилл рассматривался как третий квотербек драфта после Эндрю Лака и Роберта Гриффина.

## Профессиональная карьера
В январе 2012 года перед драфтом аналитик сайта Bleacher Report Мэтт Миллер высказывал мнение, что возможный выбор Таннехилла в первом раунде будет необоснованным. Самой сильной стороной игрока он называл его мобильность и общий уровень атлетизма, связанные с его прошлым в роли принимающего. При этом Миллер отмечал, что квотербек слишком часто полагается на эти качества, пытаясь компенсировать недостатки в технике и силе броска. Навыки принятия решений и чтения игры Таннехилла он оценивал как средние. Миллер делал вывод, что главная заслуга в достижениях игрока принадлежит выстроенной вокруг него системе нападения команды. Он сравнивал Таннехилла с Райаном Фицпатриком и отмечал, что ему тоже потребуется время, чтобы стать игроком стартового состава в клубе НФЛ, а его успешность будет зависеть от наличия талантливых принимающих.

### Майами Долфинс
В апреле 2012 года Таннехилл был задрафтован «Майами Долфинс» под общим восьмым номером. Он стал первым с 1983 года квотербеком, которого клуб выбрал в первом раунде. Тогда «Долфинс» получили Дэна Марино. Генеральный менеджер клуба Джефф Айрленд высоко оценил возможности новичка, отметив, что тот был частью стратегии работы команды в межсезонье. Определённую роль в этом решении сыграло и назначение Майка Шермана, работавшего с Таннехиллом в университете, на должность координатора нападения «Майами». В июле квотербек подписал с клубом четырёхлетний контракт на общую сумму 12,7 млн долларов. В своём дебютном сезоне он выиграл конкуренцию у Мэтта Мура и сыграл в стартовом составе во всех шестнадцати матчах чемпионата. Таннехилл набрал пасом 3294 ярда, сделав 12 тачдаунов при 13 перехватах. Главными проблемами для него стали технические ошибки в работе ног и нехватка квалифицированных принимающих, он стал худшим пасующим лиги в игре на третьих даунах, а команда по реализации этих ситуаций заняла шестнадцатое место в НФЛ. Главный тренер клуба Джо Филбин в последующее межсезонье отметил, что у квотербека есть необходимый набор навыков, а раскрытие его таланта требует лишь времени и работы над этим.

### Статистика в НФЛ
| Год  | Команда        | Игры | Игры в старте | Пас | Пас  | Пас  | Пас   | Пас | Пас | Пас | Пас  | Вынос | Вынос | Вынос | Вынос | Сэк  | Сэк  | Фамбл | Фамбл |
| Год  | Команда        | Игры | Игры в старте | Att | Comp | Pct  | Yds   | Y/A | TD  | Int | Rtg  | Att   | Yds   | Avg   | TD    | Sack | YdsL | Fum   | FumL  |
| ---- | -------------- | ---- | ------------- | --- | ---- | ---- | ----- | --- | --- | --- | ---- | ----- | ----- | ----- | ----- | ---- | ---- | ----- | ----- |
| 2012 | Майами Долфинс | 16   | 16            | 484 | 282  | 58.3 | 3,294 | 6.8 | 12  | 13  | 76.1 | 49    | 211   | 4.3   | 2     | 35   | 234  | 9     | 4     |
| 2013 | Майами Долфинс | 16   | 16            | 588 | 355  | 60.4 | 3,913 | 6.7 | 24  | 17  | 81.7 | 40    | 238   | 6.0   | 1     | 58   | 399  | 9     | 5     |
| 2014 | Майами Долфинс | 16   | 16            | 590 | 392  | 66.4 | 4,045 | 6.9 | 27  | 12  | 92.8 | 56    | 311   | 5.6   | 1     | 46   | 337  | 9     | 2     |